# Vanessa Vanjie Mateo
José Cancel, plus connu sous le nom scène Vanessa Vanjie Mateo, parfois raccourci en Miss Vanjie ou Vanjie, est une drag queen américaine principalement connue pour sa participation aux dixième et onzième saisons de RuPaul's Drag Race.

## Jeunesse et débuts
José Cancel naît le 3 octobre 1991 et grandit dans une famille portoricaine. Il découvre le transformisme en Floride quand Alexis Mateo, candidate de la troisième saison de RuPaul's Drag Race et des première et cinquième saisons de RuPaul's Drag Race All Stars, l'engage comme danseur,. Le nom « Vanessa Vanjie Mateo » lui vient de Vanessa, le nom de la version humaine d'Ursula dans La Petite Sirène, d'une version altérée du mot anglais « banjee » et du nom de famille de sa drag family.

## Carrière
Vanessa Vanjie Mateo apparaît sur l'édition de septembre 2018 du magazine Gay Times.
En 2019, elle fait une apparition avec Silky Nutmeg Ganache et Derrick Barry lors de la quatorzième saison de Germany's Next Topmodel.

### RuPaul's Drag Race
Le 22 février 2018, Vanessa Vanjie Mateo est annoncée comme l'une des quatorze candidates de la dixième saison de RuPaul's Drag Race et s'y place quatorzième. Sa sortie lors du premier épisode devient rapidement un mème sur les réseaux sociaux,.
Le 24 janvier 2019, Vanessa Vanjie Mateo est annoncée comme l'une des quinze candidates de la onzième saison de RuPaul's Drag Race et s'y place cinquième.
Le 3 juillet 2020, elle apparaît en tant que lip-sync assassin face à Shea Couleé lors du cinquième épisode de la cinquième saison de RuPaul's Drag Race All Stars.

### Évènements
Vanessa Vanjie Mateo performe lors de l'évènement Drag Race Superstars le 15 août 2019 au parc des Faubourgs à Montréal.

### Musique
Vanessa Vanjie Mateo sort son premier single I'm Vanjie le 21 juin 2018.
Elle apparaît dans les clips vidéo des chansons Sally Walker et Started de la chanteuse Iggy Azalea,.

## Filmographie
| Année | Titre                                  | Rôle      | Notes                                                         |
| ----- | -------------------------------------- | --------- | ------------------------------------------------------------- |
| 2018  | RuPaul's Drag Race                     | Elle-même | Saison 10 de RuPaul's Drag Race – Concurrente, 14ème place    |
| 2018  | RuPaul's Drag Race: Untucked           | Elle-même | Saison 10 de RuPaul's Drag Race – Concurrente, 14ème place    |
| 2019  | RuPaul's Drag Race                     | Elle-même | Saison 11 de RuPaul's Drag Race – Concurrente, 5ème place     |
| 2019  | RuPaul's Drag Race: Untucked           | Elle-même | Saison 11 de RuPaul's Drag Race – Concurrente, 5ème place     |
| 2019  | Jimmy Kimmel Live!                     | Elle-même |                                                               |
| 2019  | Germany's Next Topmodel                | Elle-même |                                                               |
| 2020  | AJ and the Queen                       | Elle-même |                                                               |
| 2020  | RuPaul's Drag Race                     | Elle-même | Saison 12 de RuPaul's Drag Race – Invitée, épisode 6          |
| 2020  | RuPaul's Drag Race: Untucked           | Elle-même | Saison 12 de RuPaul's Drag Race – Invitée, épisode 6          |
| 2020  | RuPaul's Secret Celebrity Drag Race    | Elle-même |                                                               |
| 2020  | RuPaul's Drag Race All Stars           | Elle-même | Saison 5 de RuPaul's Drag Race All Stars – Invitée, épisode 5 |
| 2020  | RuPaul's Drag Race All Stars: Untucked | Elle-même | Saison 5 de RuPaul's Drag Race All Stars – Invitée, épisode 5 |
| 2020  | RuPaul's Drag Race: Vegas Revue        | Elle-même |                                                               |

## Discographie
| Année | Titre             | Artiste                                   | Album     | Ref.   |
| ----- | ----------------- | ----------------------------------------- | --------- | ------ |
| 2018  | I'm Vanjie        | Vanessa Vanjie Mateo                      | Single    | [ 14 ] |
| 2019  | Queens Everywhere | The Cast of RuPaul's Drag Race, Season 11 | Single    | [ 17 ] |
| 2020  | Hype              | Yvie Oddly ft. Vanessa Vanjie Mateo       | Drag Trap | [ 18 ] |